# WesBank Raceway
Der WesBank Raceway, auch Gosforth Park genannt war ein Motorsportpark in der Stadt Germiston in der südafrikanischen Provinz Gauteng. Sie bezog ihren Namen vom südafrikanischen WesBank-Kreditinstitut, das zur Investorengruppe der Strecke gehörte.

## Geschichte
Die Motorsport-Rennstrecke wurde von dem südafrikanischen Powerboat Champion und Rennfahrer Peter Lindenberg initiiert und auf dem Gelände einer ehemaligen Pferderennbahn im Gosforth Park am 26. Juli 2003 eröffnet, und war bis 2007 Austragungsort zahlreicher Motorsportveranstaltungen. Anfang 2007 verkaufte das Kreditinstitut WesBank im Namen der investorengruppe des Speedways die zuvor für 70 Mio. Rand erworbene Immobilie für 130 Mio. Rand an das Unternehmen Pangbourne Property Limited und der Raceway wurde im November 2007 geschlossen. Auf dem Gelände wurde anschließend ein Industriepark errichtet.

## Streckenbeschreibung
Der WesBank Raceway bestand aus einer Rundstrecke mit 2700 Meter Gesamtlänge, einem kürzeren Straßenkurs, einem 1 km langen Ovalkurs und einer Motocross Strecke.

## Veranstaltungen
Auf dem Oval sowie auf dem Straßenkurs, fanden Läufe der SASCAR, einer südafrikanischen Variante der NASCAR statt.

## Zwischenfälle
Am 17. Juli 2005 verunglückte der 36-jährige Motorradrennfahrer Antonio Pereira tödlich nach einem Trainingsunfall auf dem Kurs, als er nach einem Bremsversagen seines Motorrads in einen Reifenstapel prallte.